# P.C. Hoofthuis
Het P.C. Hoofthuis (vaak afgekort als: PCH) is een gebouw van de Universiteit van Amsterdam (UvA) tussen de Spuistraat en het Singel in de binnenstad van Amsterdam, onder studenten staat het gebouw ook wel bekend als 'Het huis van de kobolden'. In het gebouw zijn collegezalen van de Faculteit der Geesteswetenschappen gevestigd, net als voorheen in het Bungehuis even verderop aan dezelfde straat. De universiteit wil beide gebouwen afstoten en verkopen aan beleggers.
Tot 1979 stond op deze locatie het vanaf 1874 gebouwde bankgebouw van de vroegere Twentsche Bank, die in 1964 is opgegaan in de Algemene Bank Nederland (ABN).
Het P.C. Hoofthuis is genoemd naar de geschiedkundige, dichter en toneelschrijver Pieter Corneliszoon Hooft (1581-1647), dit omdat op deze locatie het voormalige woonhuis 'In den Huypot' van het gezin Hooft stond.
Het P.C. Hoofthuis is een opvallend gebouw: een groot grijs blok met verschillende niveaus en veel ramen, ontworpen vanaf 1976 door de architecten Aldo van Eyck en Theo Bosch. Aanvankelijk werkten de beide architecten samen, maar het ontwerp leidde in 1982 tot een breuk tussen beiden, waarna Bosch zijn eigen bureau oprichtte en het gebouw in 1983 onder zijn eigen naam voltooide. Het P.C. Hoofthuis staat nu te boek als belangrijkste werk van Theo Bosch.
Door liefhebbers wordt het een open en toegankelijk gebouw genoemd, door anderen aangeduid als 'het lelijkste gebouw van de straat'. Opvallend aan de binnenzijde is de open, democratisch genoemde, opstelling van de collegeruimtes. Aan weerszijden van de gangen zijn collegeruimtes gevestigd, die via een glazen wand met de gang verbonden zijn. Hierdoor zijn de zalen van buitenaf te zien. Oorspronkelijk zouden de glazen afscheidingen er niet zijn: de ruimtes waren volledig open gepland, opdat men bij het lopen door de gang verschillende flarden van colleges zou kunnen opvangen en al dan niet kon blijven luisteren. Omdat door de open ruimtes de colleges erg verstoord zouden worden is hiervan afgezien en zijn er glazen wanden geplaatst.
In het gebouw worden op de eerste tot en met de zevende etage colleges gegeven en zijn de secretariaten van verschillende studies te vinden. Daarnaast is er op de eerste en tweede verdieping een onderdeel van de Letterenbibliotheek gevestigd, een studiecentrum op de begane grond en een kantine op de derde verdieping. In de kelder is een fietsenstalling ondergebracht en voorheen was daar ook een fitnesscentrum. Op 28 september 2018 werd het P.C. Hoofthuis bezet door protesterende studenten.

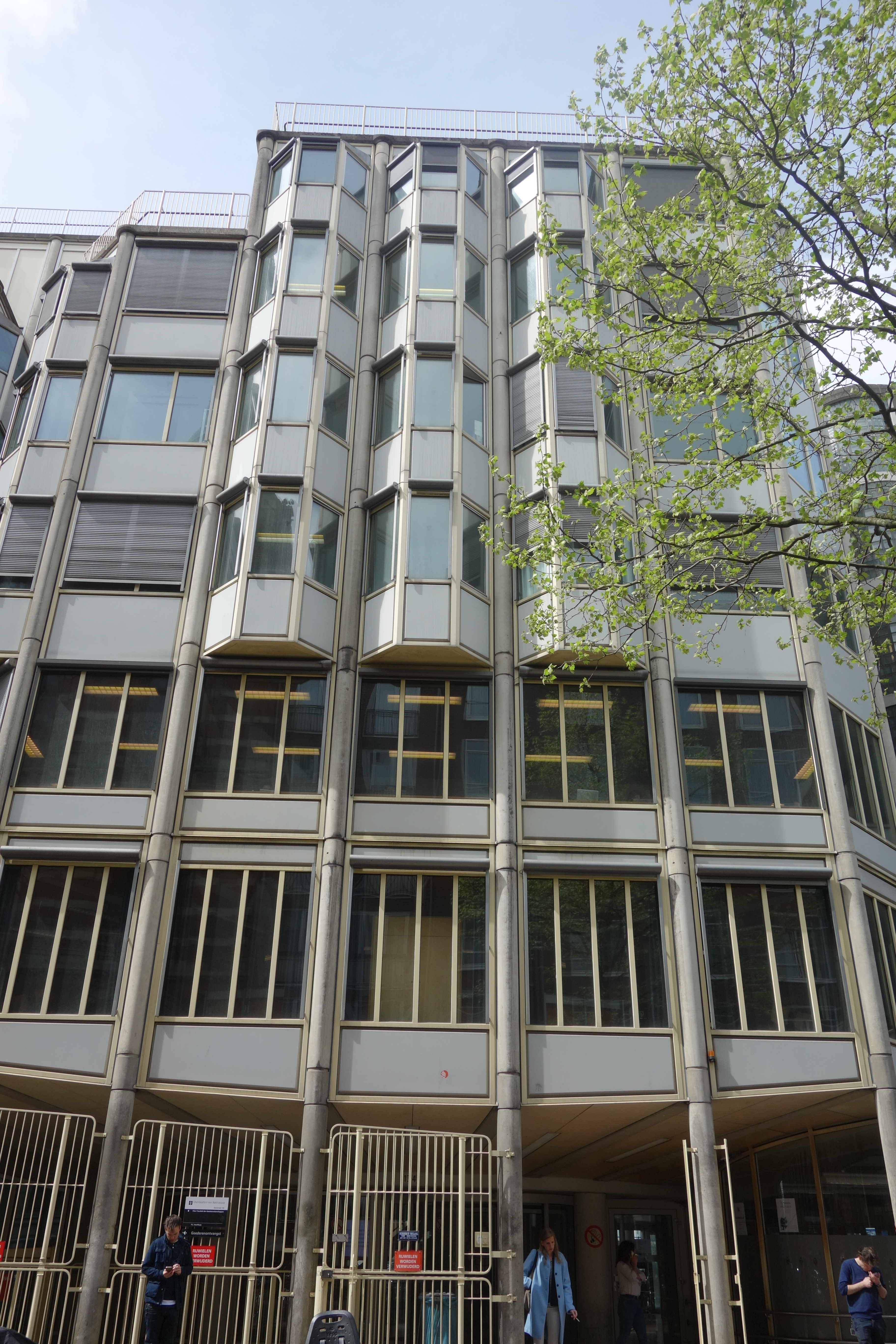
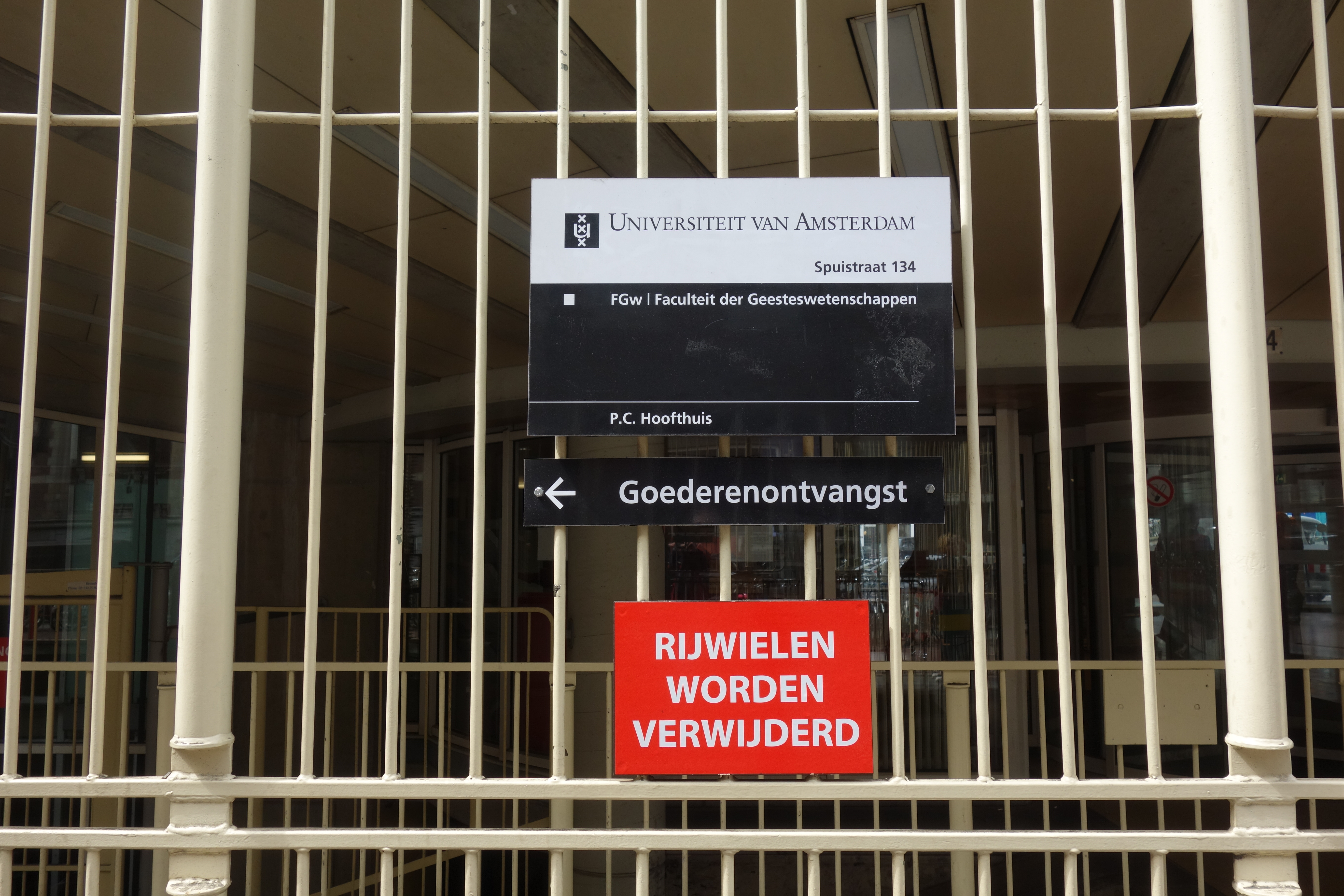
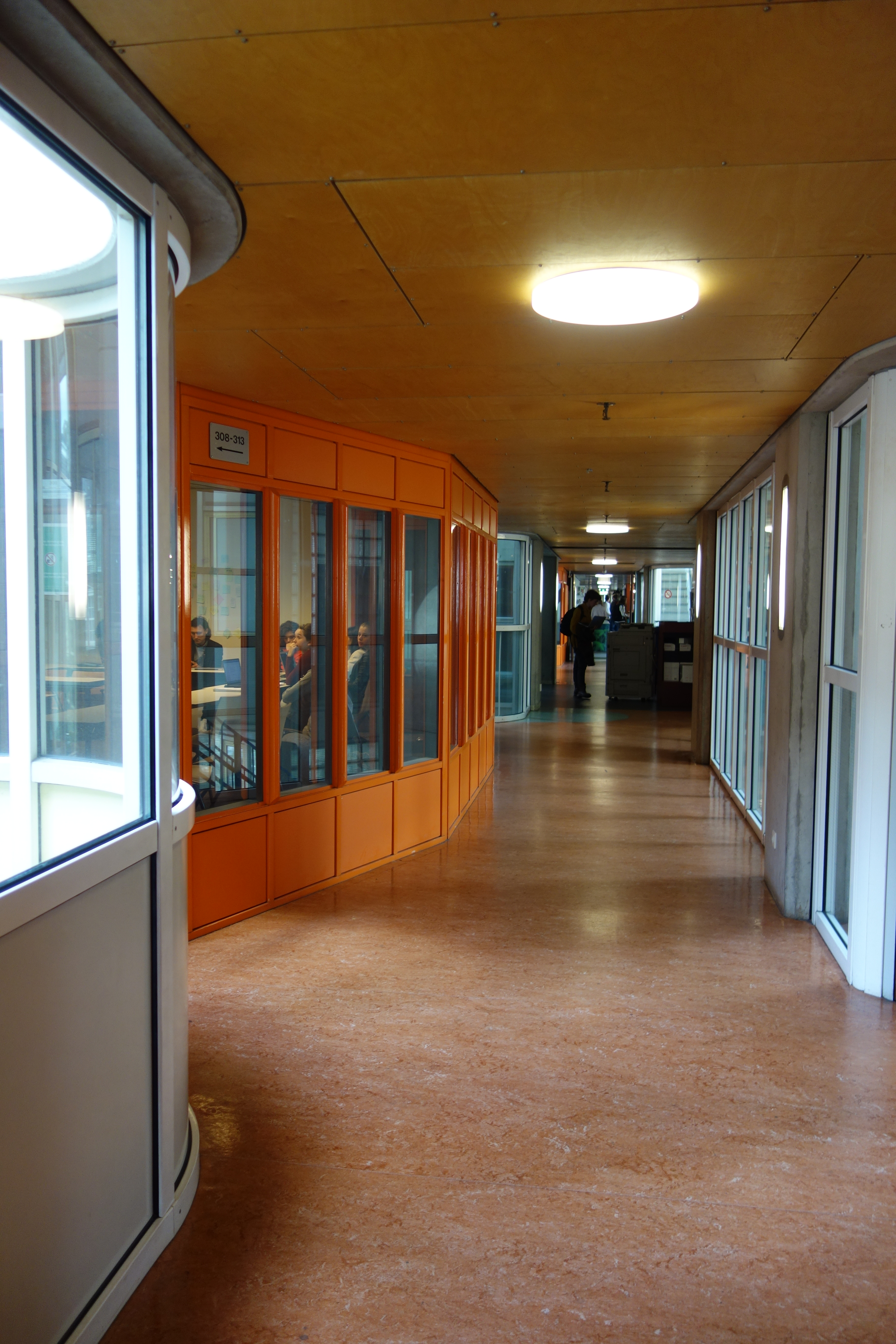
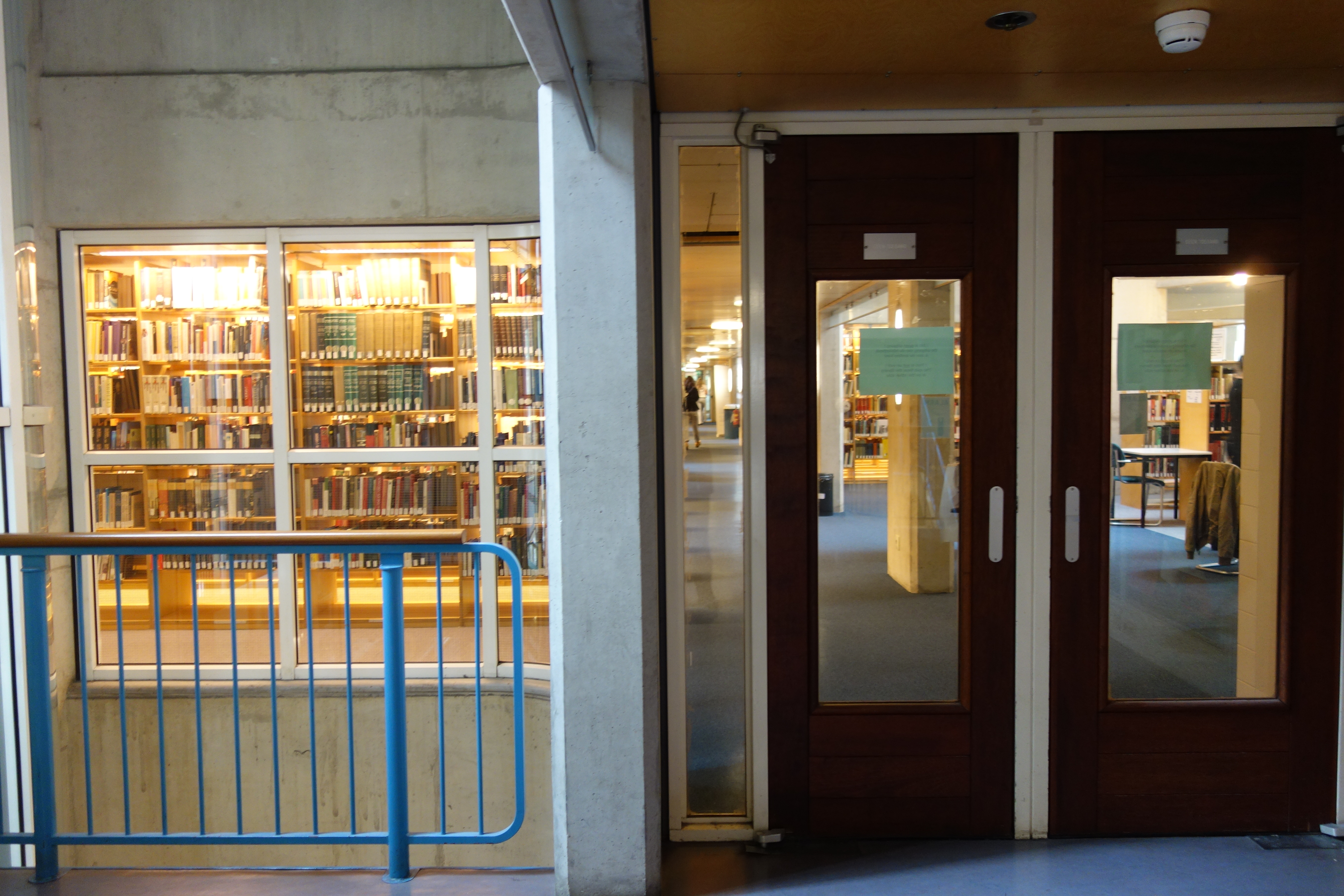
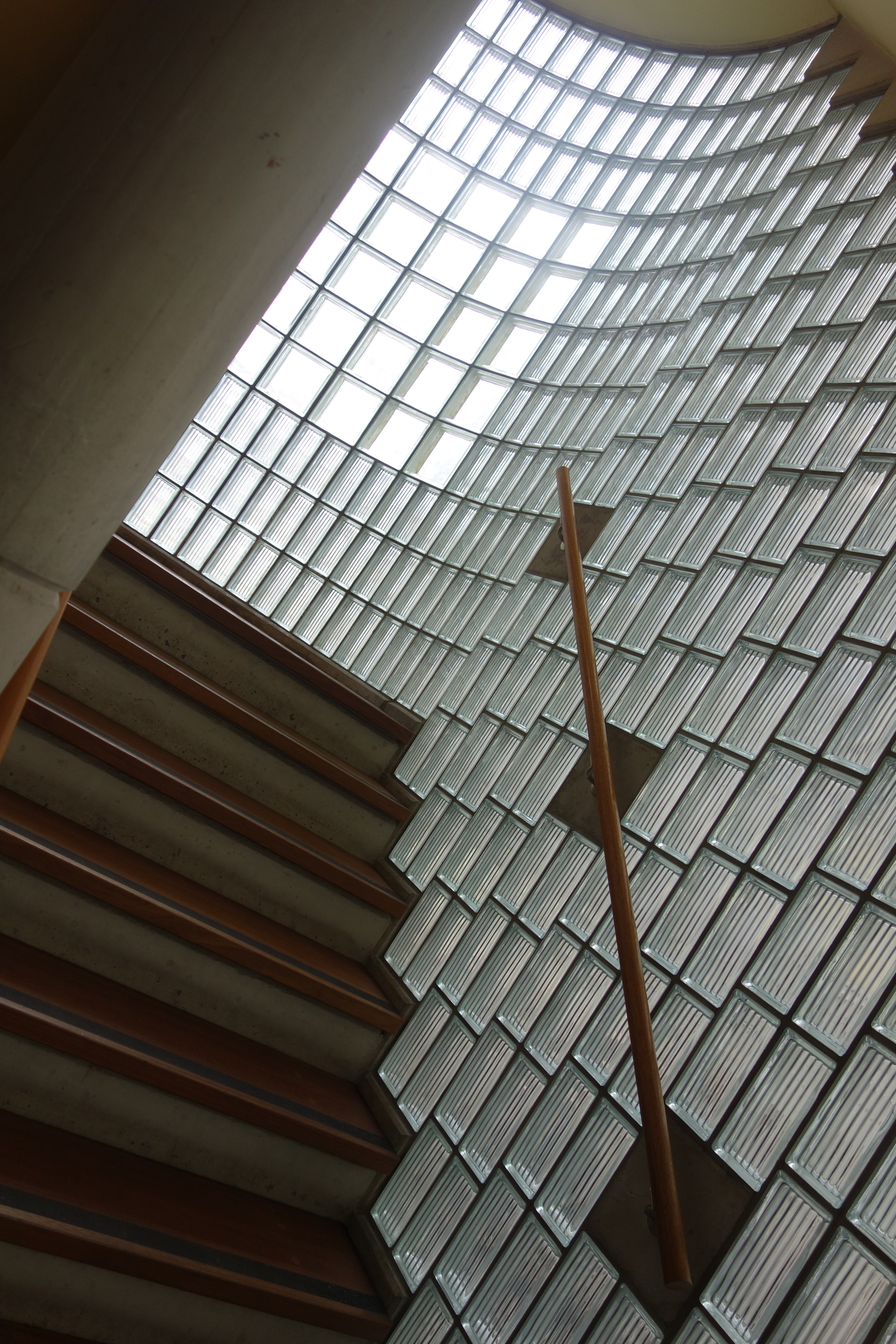